# Harry Parker
Harry Parker né le 6 mai 1873 à Christchurch, Nouvelle-Zélande, et mort le 14 mai 1961 à Balgowlah (Australie), est un joueur de tennis néo-zélandais. 
Il a notamment remporté les Internationaux d'Australie en 1907, en double messieurs (avec Bill Gregg) .

## Palmarès (partiel)

### Titres en simple messieurs
Aucun

### Finales en simple messieurs
|   | Date       | Nom et lieu du tournoi               | Catégorie    | Surface | Vainqueur      | Score               | Tableau |
| - | ---------- | ------------------------------------ | ------------ | ------- | -------------- | ------------------- | ------- |
| 1 | 18/08/1907 | Australasian Championships, Brisbane | Grand Chelem | Gazon   | Horace Rice    | 6-3, 6-4, 6-4       | Tableau |
| 2 | 1909       | Queen's Club Championships, Londres  |              | Gazon   | Josiah Ritchie | 11-13, 6-4 6-1, 6-0 | Tableau |
| 3 | 11/11/1913 | Australasian Championships, Perth    | Grand Chelem | Gazon   | Ernie Parker   | 2-6, 6-1, 6-2, 6-3  | Tableau |

### Titres en double messieurs
|   | Date       | Nom et lieu du tournoi              | Catégorie    | Surface | Partenaire | Finalistes                | Score              | Tableau |
| - | ---------- | ----------------------------------- | ------------ | ------- | ---------- | ------------------------- | ------------------ | ------- |
| 1 | 18/08/1907 | Australasian Championships Brisbane | Grand Chelem | Gazon   | Bill Gregg | Horace Rice Gordon Wright | 6-2, 3-6, 6-2, 6-2 | Tableau |

### Finales en double messieurs
|   | Date       | Nom et lieu du tournoi                  | Catégorie    | Surface | Vainqueurs                   | Partenaire | Score              | Tableau |
| - | ---------- | --------------------------------------- | ------------ | ------- | ---------------------------- | ---------- | ------------------ | ------- |
| 1 | 26/12/1906 | Australasian Championships Christchurch | Grand Chelem | Gazon   | Rodney Heath Anthony Wilding | C. Cox     | 6-2, 6-4, 6-2      | Tableau |
| 2 | 11/11/1913 | Australasian Championships Perth        | Grand Chelem | Gazon   | Ernie Parker Alf Hedeman     | Ray Taylor | 8-6, 4-6, 6-4, 6-4 | Tableau |

Wimbledon : finaliste en 1909

### Titres en double mixte
Aucun

### Finales en double mixte
Aucune